# أسقفية طرابلس الرسولية
أسقفية طرابلس الرسولية (باللاتينية Vicariatus Apostolicus Tripolitanus وبالإنجليزية Apostolic Vicariate of Tripoli) هي ممثل الكنيسة الرومانية الكاثوليكية في ليبيا.
تأسست الأسقفية عام 1630 ميلادية تحت اسم «أسقفية طرابلس الرسولية» وتحوّل الاسم عام 1894 إلى «أسقفية ليبيا الرسولية» وفي 3 فبراير/شباط 1927 إلى «أسقفية تريبوليتانا الرسولية» لتعود ابتداء من 22 يونيو/حزيران 1939 إلى اسمها الأول أي «أسقفية طرابلس الرسولية»، وتظل تابعة مباشرة إلى حاضرة الفاتيكان.
يرأس الأسقفية منذ 3 مايو/أيار 1985 أسقف طرابلس للكنيسة الرومانية الكاثوليكية سيادة المطران جيوفاني انوتشنزو مارتينيللي (بالإنجليزية Bishop Giovanni Innocenzo Martinelli).
الأساقفة المتناوبون على الكرسي خلال القرن العشرين والحادي والعشرين نذكر منهم:
- 1913 - 1919: Bishop Ludovico Antomelli
- 1919 - 1935: Bishop Giacinto Tonizza
- 1936 - 1950: Bishop Camillo Vittorino Facchinetti
- 1951 - 1967: Bishop Vitale Bonifacio Bertoli
- 1969 - 1985: Bishop Guido Attilio Previtali
- 1985 - الآن: Bishop Giovanni Innocenzo Martinelli